# Haute-Baïdou
Haute-Baïdou est une commune rurale de la préfecture de la Ouaka, en République centrafricaine. Elle s’étend à l’ouest de la ville de Bambari sur la rive gauche de la rivière Baïdou.

## Géographie
La commune est située à l’ouest de la préfecture de la Ouaka. Elle est limitrophe des préfectures de Haute-Kotto et de Basse-Kotto. 
| Danga-Gboudou | Yéngou       |              |
| Pladama-Ouaka | Haute-Baïdou | Daho-Mboutou |
| Yambélé-Ewou  | Séliba       | Kotto        |

## Villages
La commune compte 72 villages en zone rurale recensés en 2003.

## Éducation
La commune compte 6 écoles publiques.